# Epioblasma torulosa
Epioblasma torulosa är en musselart som först beskrevs av Rafinesque 1820.  Epioblasma torulosa ingår i släktet Epioblasma och familjen målarmusslor. IUCN kategoriserar arten globalt som akut hotad.

## Underarter
Arten delas in i följande underarter:
- E. t. torulosa
- E. t. gubernaculum
- E. t. rangiana